# Thamnistes anabatinus
El batará café (en Colombia, México y Nicaragua) (Thamnistes anabatinus), también denominado hormiguero bermejo (en Venezuela y Colombia), batará rojizo (en Ecuador y Perú) u hormiguero café (en Honduras y Nicaragua), es una especie de ave paseriforme de la familia Thamnophilidae. Era el único miembro del género Thamnistes hasta la reciente separación de Thamnistes rufescens en 2018. Se distribuye ampliamente desde el sureste de México, por América Central y del Sur, hasta el norte de Perú.

## Distribución y hábitat
Se distribuye desde el sureste de México, por Belice, Guatemala, Honduras, Nicaragua, Costa Rica, Colombia, hacia el este hasta el extremo noroeste de Venezuela, hacia el sur, por Ecuador, hasta el norte de Perú.
Es un hormiguero arborícola, que habita en selvas húmedas de piedemonte y montanas bajas y en sus bordes, hasta los 1700 m de altitud. Prefiere el dosel y subdosel de la selva y también crecimientos secundarios altos.

## Descripción
Mide entre 13 y 14 cm de longitud y pesa entre 19 y 23,6 g. El pico es robusto. Las aves de Perú y Bolivia (grupo aequatorialis) son pardas por arriba, más grises en la corona, con las alas y cola de color rufo. La lista superciliar, face inferior y partes inferiores son ocráceo bastante brillante, el vientre más apagado. Las aves norteñas (grupo anabatinus) son menores y con la cola más corta; la corona es más rufa, el dorso más oliva, la lista superciliar es más pálida y amarillenta y es más olivácea por abajo. La hembra es similar, la única diferencia es que el macho exhibe uma mancha dorsal semi-oculta de color rufo-anaranjada.

## Comportamiento
El batará café anda solitario o en pareja, forrajeando más alto que cualquier otro hormiguero, casi siempre acompaña bandadas mixtas de alimentación; inspecciona ramas y enmarañados de enredaderas, buscando en las hojas y a veces también investigando amontonados de hojas muertas, y también de musgos. Es un forrajero energético y muchas veces es visto trepando los árboles por medio de una serie de saltos cortos antes de volar a otro árbol y recomenzar el proceso.

### Alimentación
Su dieta consiste de escarabajos, grillos, cigarras y otros insectos.

### Vocalización
Su canto, poco frecuente, es bastante sonoro y penetrante, por ejemplo «tiiu, tsiu!-tsiu!-tsiu!-tsiu!». El llamado es mucho más fino y sibilante, «wii-tsip».

## Sistemática

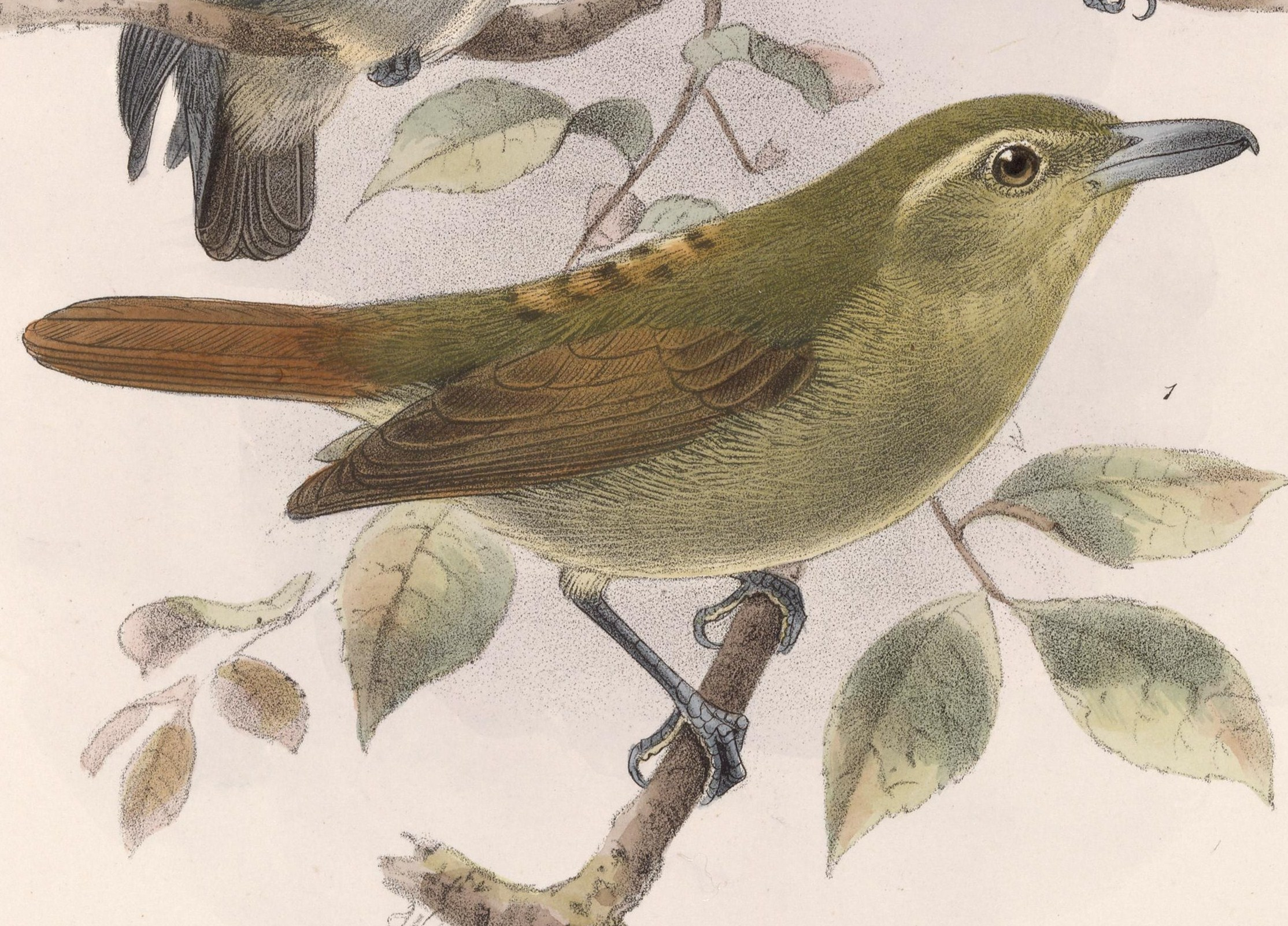
Thamnistes anabatinus, ilustración de Keulemans para Biologia Centrali-americana, 1902.

### Descripción original
La especie T. anabatinus fue descrita por primera vez por los ornitólogos británicos Philip Lutley Sclater y Osbert Salvin en 1860 bajo el mismo nombre científico; localidad tipo «Choctum, Alta Vera Paz, Guatemala».

### Etimología
El nombre genérico «Thamnistes» deriva del griego «thamnos»: arbusto, matorral, e «hizō»: sentarse; significando «que permanece en los arbustos»; y el nombre de la especie «anabatinus», deriva del griego «anabatēs»: trepador, que sube.

### Taxonomía
La especie T. rufescens fue considerada conespecífica con la presente hasta que los estudios de vocalización de Isler & Whitney (2017) demostraron diferencias significativas en el canto y en los llamados, justificando su separación, lo que fue aprobado en la Propuesta N° 758 al Comité de Clasificación de Sudamérica, y listado por las clasificaciones del Congreso Ornitológico Internacional (IOC) y Clements Checklist v.2018. Los autores también sugieren la posibilidad de que la subespecie Thamnistes anabatinus aequatorialis también sea una especie separada, dependiendo de más estudios.
Algunos autores, como Aves del Mundo (HBW) y Birdlife International (BLI), consideran al grupo andino T. anabatinus aequatorialis (junto a las subespecies gularis y rufescens) como especie separada: el batará café oriental Thamnistes aequatorialis P.L. Sclater, 1862; con base en diferencias morfológicas y de vocalización. Como consecuencia, denominan a la presente especie como batará café occidental.

### Subespecies
Según la clasificación del IOC y Clements Checklist v.2018, se reconocen seis subespecies, con su correspondiente distribución geográfica:
- Grupo politípico anabatinus:
  - Thamnistes anabatinus anabatinus Sclater & Salvin, 1860 – pendiente atlántica del sureste de México (este de Oaxaca, Tabasco, Chiapas), norte de Guatemala, sur de Belice y norte y este de Honduras.
  - Thamnistes anabatinus saturatus Ridgway, 1908 – Nicaragua (pendiente atlántica), Costa Rica (ambas pendientes excepto en el noroeste del Pacífico) y extremo oeste de Panamá (oeste de Chiriquí, oeste de Bocas del Toro).
  - Thamnistes anabatinus coronatus Nelson, 1912 – Panamá (excepto extremo oeste) y oeste de Colombia (pendiente atlántica en Córdoba).
  - Thamnistes anabatinus intermedius Chapman, 1914 – pendiente del Pacífico en el oeste de Colombia y Ecuador (al sur hasta El Oro).

- Grupo politípico aequatorialis:
  - Thamnistes anabatinus gularis Phelps, Sr & Phelps, Jr, 1956 – extremo noroeste de Venezuela (Táchira), posiblemente se extienda en el noreste de Colombia.
  - Thamnistes anabatinus aequatorialis Sclater, 1862 – piedemonte de los Andes orientales de Colombia (excepto tal vez en el noreste), Ecuador y extremo norte de Perú (al norte del río Marañón en el norte de Amazonas).